# Bulevar Agua Caliente
El Bulevar Agua Caliente es una vialidad histórica de la ciudad de Tijuana, Baja California, en el noroeste de México. Se localiza en la delegación Centro, comenzando en la Avenida Revolución y finalizando en la intersección con el Bulevar de las Américas, colindando con la delegación La Mesa.   
En este bulevar se han edificado algunos de los edificios más emblemáticos en la historia de la joven ciudad, pese a que muchos de ellos no se encuentran de pie o han sido demolidos. Ejemplo de ello son el Toreo, el Casino de Agua Caliente, la original Torre de Agua Caliente, entre otros.  
Originalmente fue la vialidad que conectaba el rancho de Tijuana con Agua Caliente y que llevaba al Cerro Colorado, Matanuco, El Carrizo, Valle de las Palmas y por consecuente a Tecate, por ello era llamada el Camino Nacional. Actualmente es una vialidad importante por la cantidad de comercios, edificios de oficinas, zona hotelera, puntos gastronómicos así como edificios educativos y de salud. 

## Historia
El nombre de Agua Caliente surge de las aguas termales que se encontraban en un paraje al sur del entonces Rancho Tía Juana. La existencia de estas aguas se convirtieron pronto en una atracción turística para quienes llegaban al rancho de paso.  
En 1911, por las lomas de Agua Caliente se entabló un definitivo combate con los invasores, resultando victoriosos los defensores de Tijuana, por lo que todos los invasores estadounidenses que sobrevivieron fueron entregados al ejército estadounidense. Así concluyó la invasión filibustera y el último intento por colonizar estas tierras. 

Años después, en la constante búsqueda por construir atracciones turísticas en Tijuana (tal fue el caso del Tijuana Fair en el centro del pueblo), se construyó el Hotel Hidalgo Hot Springs. El camino que llevaba a dicho complejo turístico se encontraba en la zona llana a unos metros de que comenzara el lomerío, posteriormente ese camino se iría conectando a las secciones municipales de Cerro Colorado, Matanuco entre otras.   

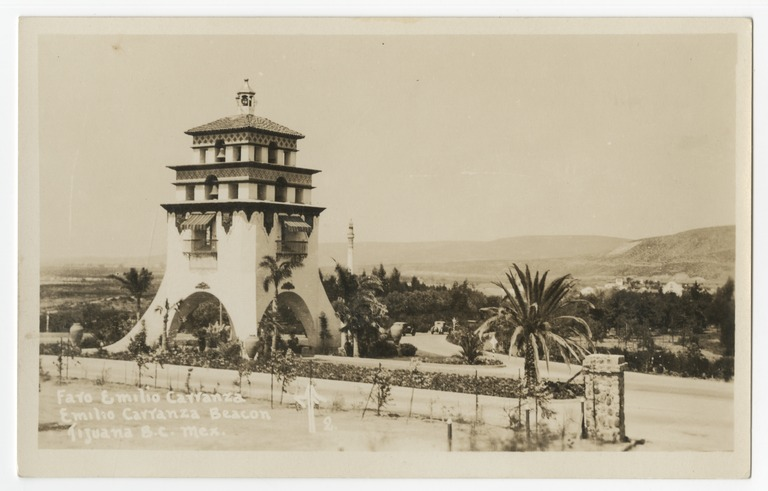
Entrada al Casino de Agua Caliente en 1929.

En 1924 se construiría el Complejo Turístico Agua Caliente que incluiría un casino, un aeródromo (en lo que ahora es el Bulevar Salinas), un hipódromo, y una estación del tren. El campo de golf del club fue diseñado originalmente en 1927 por William P. Bell. En 1929, Wayne McAllister diseñó una torre con funciones de campanario y que además, indicaba el acceso al casino, la ahora llamada Rampa Agua Caliente. La importancia de Agua Caliente fue tanto, que en diversos globos terráqueos aparecía más el nombre del casino que del mismo rancho de Tijuana. 
Ahí, se grabaron las primeras producciones cinematográficas, cómo A Day in Tijuana (1925). La apertura del Casino de Agua Caliente, significó la llegada de una gran cantidad de celebridades, principalmente de la época dorada de Hollywood, así como estrellas nacionales y bailarinas que se convirtieron en actrices de cine. Películas filmadas en el casino destacan The Champ (King Vidor, 1931) e In Caliente (Lloyd Bacon, 1935), esta última protagonizada por Dolores del Río y Pat O'Brien. Sin embargo, el presidente Lázaro Cárdenas habría de clausurar los casinos a nivel nacional entre ellos el de Agua Caliente. Años más tardes, lo convertiría en el Centro Escolar Agua Caliente.

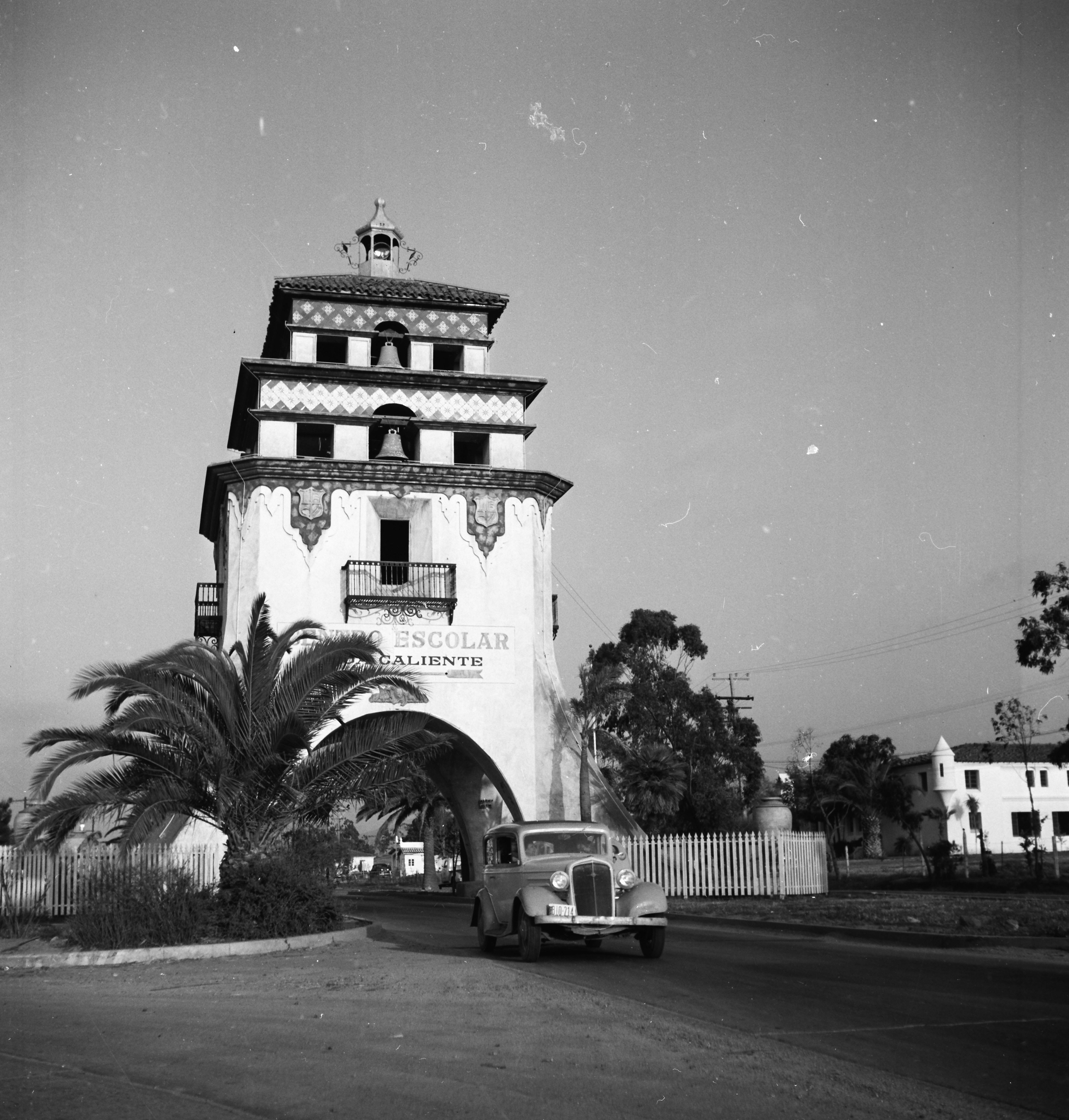
Torre de Agua Caliente en 1951, 5 años antes de su incendio. A un costado el Club Campestre de Tijuana.

El 3 de julio de 1938 se inauguró la plaza de toros, El Toreo de Tijuana, del empresario Claudio Bress. Dicho acto significó el regreso del turismo estadounidense al ya pueblo de más de 8 mil habitantes. Durante la inauguración, se presentaron los toreros Fermín Espinosa "Armillita Chico" y  Alberto Balderas.
En 1948, el expresidente Abelardo L. Rodríguez donó los terrenos del club de golf del ex Casino de Agua Caliente para consolidar, en 1950, el “Club Social y Deportivo Campestre de Tijuana, A. C.
En 1952, se construyó el Monumento de la Defensa de la Toma de Tijuana, en honor a quienes combatieron en dicho hecho histórico. El monumento se instaló frente a la plaza de toros. En 1956, en El Toreo de Tijuana se filmó un programa de la serie de Televisión de USA  de “A Love Lucy”.  Ese mismo año, el 12 de diciembre, la Torre Agua Caliente, hecha de madera originalmente, se consumió en un incendio.
El músico Herb Alpert, durante una visita a Tijuana, escuchó un mariachi mientras asistía a una corrida de toros para ver torear a su amigo el torero Carlos Arruza. De ahí tomó inspiración para componer su canción "The Lonely Bull" para después, tras el éxito, formar la banda The Tijuana Brass. El video musical de dicha canción sería grabado en 1962.  En 1964, el músico grabó en el Toreo de Tijuana el videoclip musical del sencillo "Spanish Flea", en el que se incluso se ve la Iglesia Espíritu Santo en el fondo.

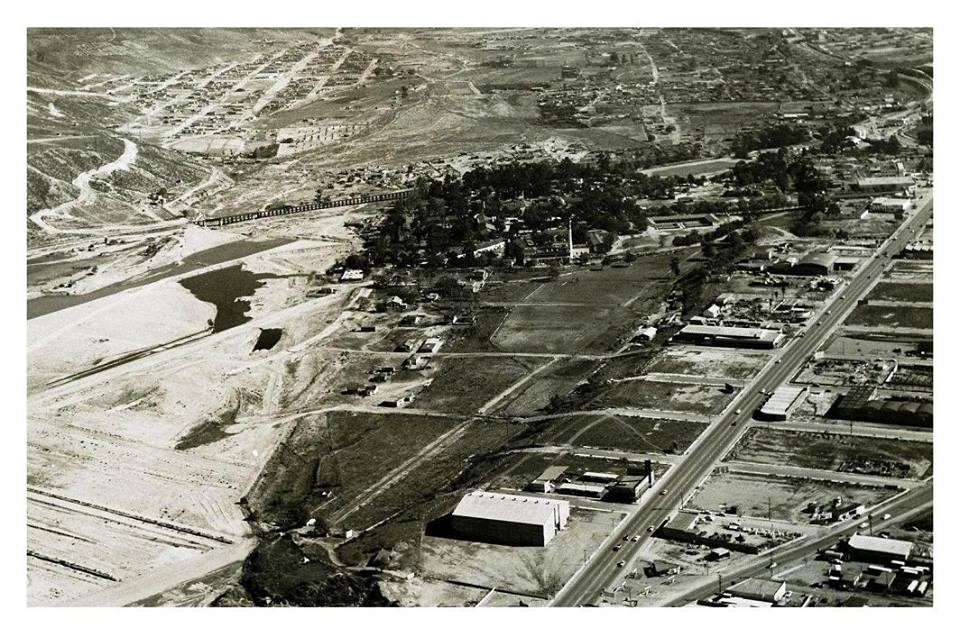
Vista desde las alturas al complejo Agua Caliente. En la esquina inferior derecha se aprecia el Bulevar Salinas.

Entre 1967 y 1975, casi la totalidad de los edificios del ex casino sufrieron de daños por diversos incendios y la SEPANAL decidió demolerlos para construir edificios educativos en la Preparatoria Federal Lázaro Cárdenas, la Secundaria General n.º 1 "Poli", la Secundaria General No.23 y la Secundaría Técnica n.º 1. En 1972, los empresarios José Gómez, Oscar Gómez y Alfonso Corona construyeron la Arena Tijuana 72, un sitio dedicado al boxeo el cual finalmente fue inaugurado el 21 de agosto de 1973. Más de 2 mil 500 personas asistieron a la noche inaugural, en el que se realizaron 5 combates; 4 de 10 asaltos y 1 de 6 vueltas. El anunciador Alex Rivera junto a Pedro Cárdenas, Lino Cota y los entrenadores Ramírez Chávez y El "Sombra" Dávalos, fueron los primeros en subir al ring. En 1973, el Hipódromo de Agua Caliente es concesionado a la familia de Carlos Hank González. Ese mismo año, estudiantes, directivos y profesores de la Preparatoria Lázaro Cárdenas pidieron al entonces presidente Luis Echeverría, la federalización de la escuela.

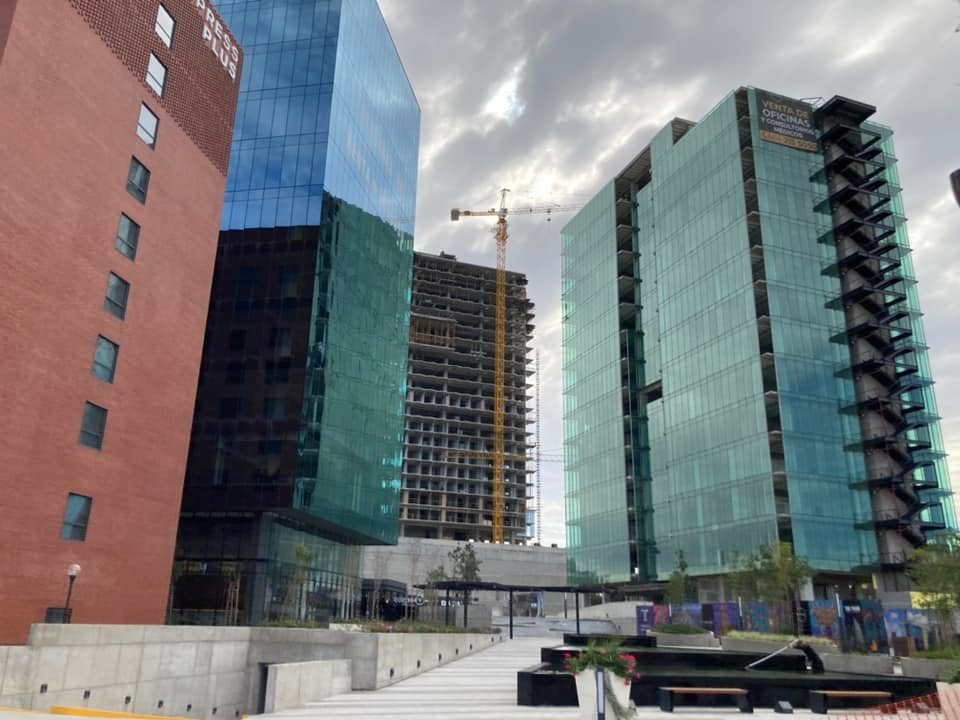
Toreo Park, complejo inmobiliario ubicado en los terrenos del ex Toreo de Tijuana.

En los 1980s, el toreo fue vendido a la empresa Espectáculos Taurinos de México. En 1985 fue inaugurado por Alfonso Bustamante, el considerado entonces primer rascacielos de Tijuana, el Hotel Fiesta Americana; dos edificios de 29 pisos que se asemejaban a las Torres Gemelas de Nueva York; posteriormente, cambiarán su nombre a Grand Hotel Tijuana. El 14 de mayo de 1988 se inauguró la réplica de la Torre de Agua Caliente, esta vez localizada en un parque del Bulevar Fundadores, justo donde inicia la Avenida Revolución. En 1989, el presidente Carlos Salinas de Gortari extiende la concesión del hipódromo a la familia Hank por otros años más.
En los 1990s, otras edificaciones fueron formando parte del entorno de Agua Caliente, como el edificio Centura. En 1993, las lluvias que azotaron la ciudad provocaron fuertes inundaciones en la vialidad, especialmente en el cruce con el Bulevar L. Rodríguez que lleva a la Zona Río de Tijuana.
En 2005, María Elvia Amaya Araujo, apoyó la restauración de la alberca que alguna vez perteneció al Casino de Agua Caliente y que ahora se encuentra en las instalaciones de la Preparatoria Federal Lázaro Cárdenas (PFLC). En marzo de 2007, el legendario Toreo de Tijuana fue demolido pese a haber sido un inmueble considerado patrimonio histórico de la ciudad y al movimiento de cientos de ciudadanos que protestaron ante esta acción.
El bulevar Agua Caliente siempre representó la modernidad de la ciudad, con edificios habitacionales de distintos estilos arquitectónicos. Algunos de ellos siguen de pie y otro más han sido demolidos dando paso a otros inmuebles modernos, siendo una de las vialidades con mayor densidad y actualmente, con proyectos inmobiliarios de altura. En construcción se encuentran actualmente, un centro comercial llamado Landmark Tijuana, así como un parque de negocios y desarrollo habitacional, Toreo Park, en donde durante décadas se estableció El Toreo de Tijuana. 

## Monumentos
Sobre el Bulevar Agua Caliente existen algunos monumentos destacados que engalanan y han dado valor histórico a la misma vialidad. Entre ellos se encuentran: 

### Torre de Agua Caliente
Se trata de la misma réplica de la Torre Agua Caliente, en donde inicia el bulevar y cruza con la Avenida Revolución, Avenida Madero y Bulevar Fundadores. Luego del incendio que acabó con la torre original y que los esfuerzos por reconstruirla fracasaran, en 1984, un grupo de ciudadanos junto al gobierno municipal buscaron recaudar fondos y recursos materiales para la reconstrucción. Se designó el terreno, donado por la Sra. Elsa Arnaiz y comenzó su construcción. Finalmente, el 14 de mayo de 1988, se inauguró la torre y además, se instaló en su interior, el Salón de la Fama del Deporte. En el primer piso se encuentran fotografías y objetos de deportistas exitosos de la ciudad, así como de las Olimpiadas de 1968 realizadas en México. En el segundo piso, un espacio dedicado a la charrería, también una exhibición fotografías de los expresidentes del salón, cronistas e impulsores deportivos; y una muestra de cinturones y guantes de los boxeadores tijuanenses que han sido campeones. En el tercer piso, se concentran las fotografías de los más de 300 deportistas miembros del salón de la fama que han sido reconocidos a nivel nacional e internacional y que han dado orgullo a la ciudad fronteriza.

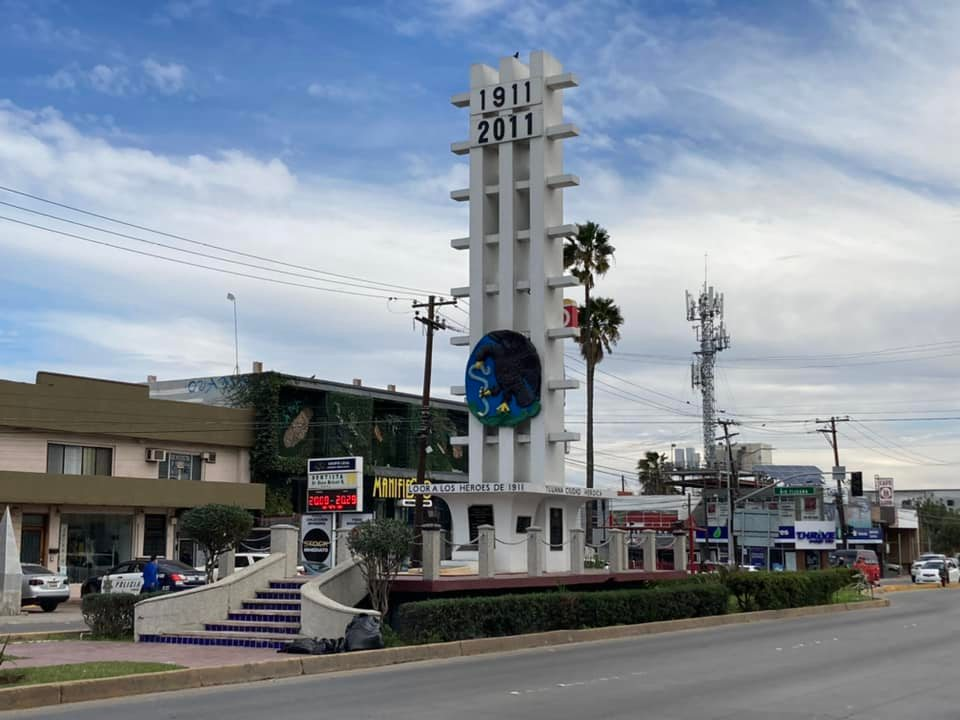
Monumento a los Defensores de Baja California.

### Monumento de los Defensores de Baja California
También se encuentra el Monumento de los Defensores de Baja California, en  honor a quienes defendieron la ciudad de los filibusteros durante la Toma de Tijuana entre mayo y junio de 1911. En ese monumento, en 2011, durante el centenario de dicho hecho histórico, el gobierno federal realizó una ceremonia en la que nombró a Tijuana como Ciudad Heroica, por la participación que tuvo el pueblo de entonces en la defensa de la soberanía nacional.

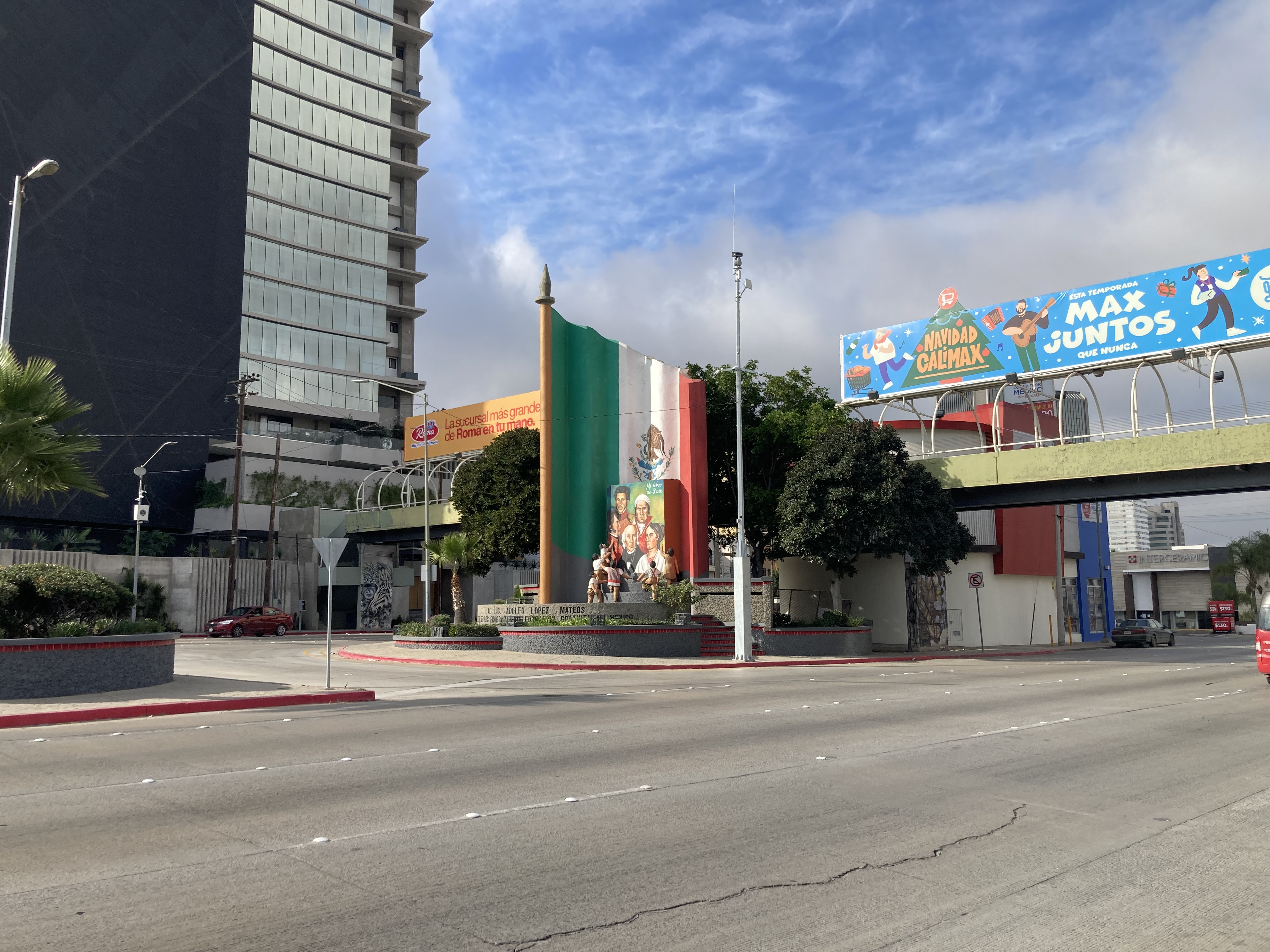
Monumento al Libro de Texto

### Monumento al Libro de Texto
El Monumento al Libro de Texto, es un monumento instalado justo en donde inicia el Bulevar Salinas, en el lugar donde se encontró la Torre de Agua Caliente original. Fue inaugurada en 1963 por parte del entonces presidente municipal Ildefonso Velázquez con motivo de honrar el trabajo del presidente Adolfo López Mateos. El elemento principal es un libro de texto gratuito, acompañado de la bandera mexicana. La ilustración del libro de texto se ha modificado, la original era la portada del libro de quinto año de primaria con las ilustraciones de Miguel Hidalgo y Costilla, José María Morelos y Pavón, Vicente Guerrero y Francisco Javier Mina.

### Monumento a José María Morelos y Pavón
Este monumento es en honor al héroe de la Independencia de México. Se encuentra ubicado en la intersección del Bulevar Agua Caliente y la Av. Hipódromo. El monumento consiste en José María Morelos y Pavón sobre un caballo. 

## Lugares de interés
- En la Plaza Pío Pico se encuentran las instalaciones de Radio Fórmula Tijuana.
- Toreo Park, un conjunto de edificios comerciales, residenciales y de oficinas.
- Las Ahumaderas
- Hotel City Express Plus
- Landmark Tijuana
- CAS Visa Tijuana
- Paseo Chapultepec
- Clínica No.7 del Instituto Mexicano del Seguro Social , la primera clínica del Seguro Social en construirse en Tijuana.
- Torre Centura
- Grand Hotel Tijuana
- Torre Sayan
- Rampa Escolar Agua Caliente
- Preparatoria Federal Lázaro Cárdenas
- Fuente del Fauno
- Minarete
- Secundaria Federal n.º 1 "Pdte. Lázaro Cárdenas"
- Escuela Secundaria Técnica No.1 "ETI"
- Club Campestre
- Plaza Campestre
- Hotel Marriot
- Hipódromo Agua Caliente
- Casino Caliente
- Estadio Caliente
- Galerías Hipódromo

### Lugares ya no existentes
- Casino Agua Caliente
- Hospital Civil (ahora Plaza Campestre)
- El Toreo de Tijuana
- Pinturas Calette
- Tacos San Cosme
- Restaurante El Cochito
- Robin Hood Bar
- Arena Tijuana
- Casa de Silvestre

Además, algunas casas residenciales han sobrevivido a los cambios urbanos de la ciudad, mientras que otras, cuyos diseños arquitectónicos fueron referentes y diversos para el bulevar, existen solo en la memoria de las fotografías que muestran la grandeza que tuvo dicha vialidad a lo largo del tiempo.